# Kruiwagen

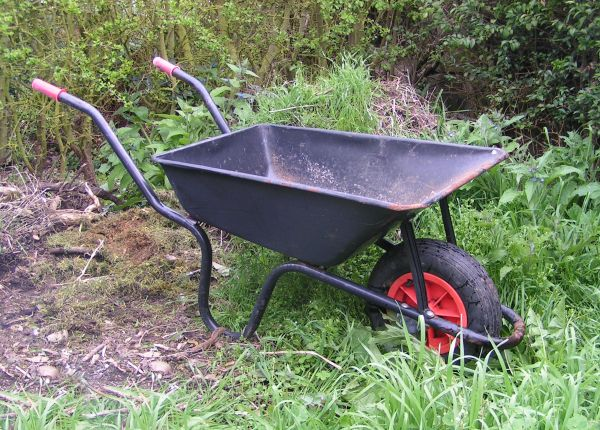
Kruiwagen

Een steenkruister, door Minca Bosch Reitz, Nationale Tentoonstelling van Vrouwenarbeid 1898

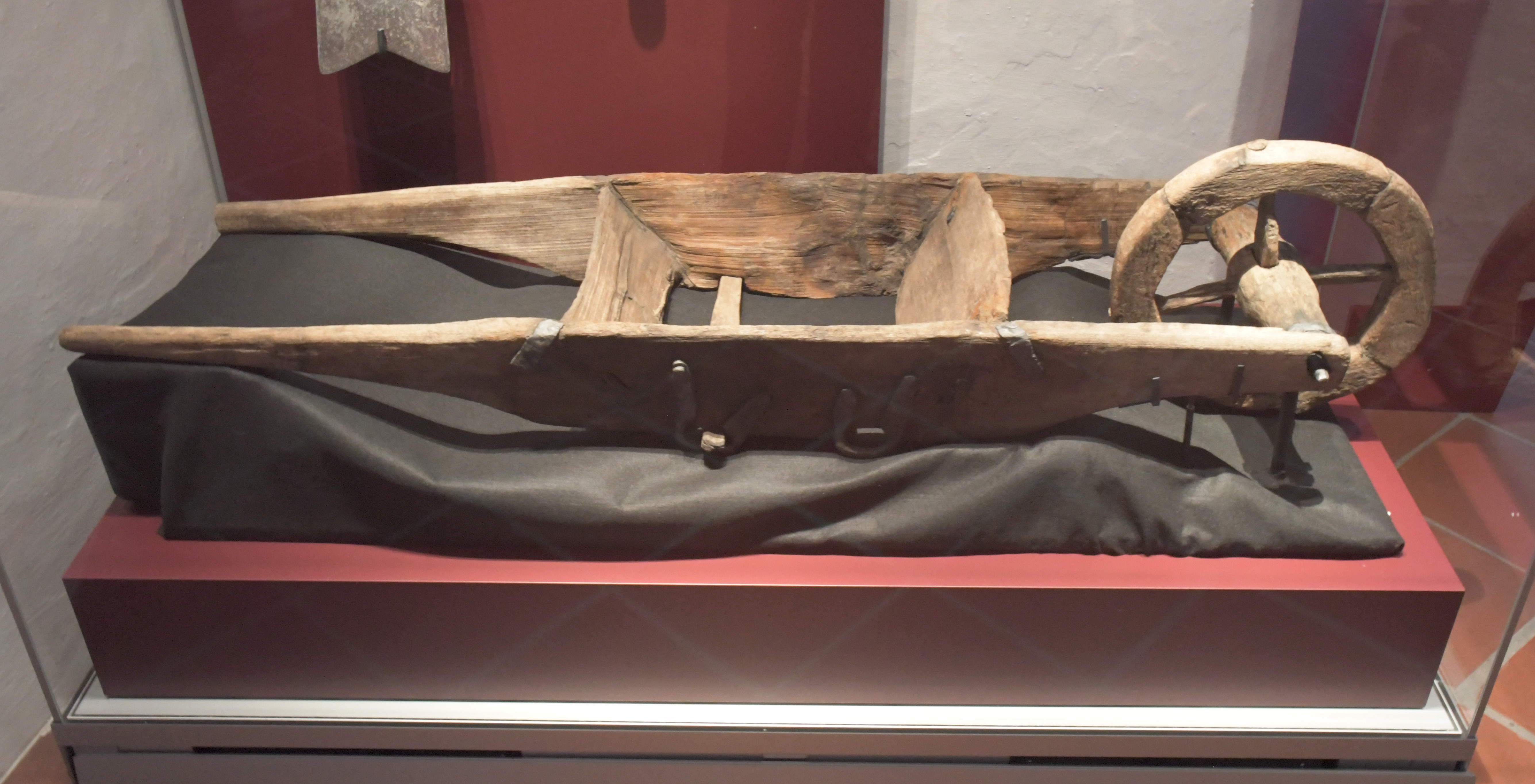
Europa's oudste bewaard gebleven kruiwagen uit Ingolstadt, ca. 1537

Een kruiwagen (stootwagen) is een vervoermiddel met een of twee wielen, dat wordt opgetild en voortgeduwd aan twee handvatten.
Het wordt onder meer gebruikt als tuingereedschap en in de bouw. Het gebruiksgemak van een kruiwagen berust op het principe van een hefboom. Het steunpunt ligt aan het einde (waar het wiel zit). De lading ligt op korte afstand van dat steunpunt. Op grote afstand van het steunpunt is daarom een geringe kracht voldoende om de lading te tillen. De lading kan gemakkelijk gestort worden door de kruiwagen om te wippen.

## Geschiedenis
Kruiwagens bestaan al honderden jaren en bestaan in verschillende types. Zo werden kruiwagens reeds in de Middeleeuwen gebruikt om zware voorwerpen te verplaatsen. Deze kruiwagen werd van hout gemaakt. Een voorbeeld van een kruiwagen die in 1260 gebruikt werd is de lattenkruiwagen. De eerste bakkruiwagen zoals we hem nu kennen werd gebruikt in het jaar 1680. Tegenwoordig is het hoofdzakelijk een tuingereedschap, dat wordt gebruikt voor het verplaatsen van voorwerpen die moeilijk te dragen zijn, zoals mest, zand, grote hoeveelheden onkruid of water. Ook in de bouw worden kruiwagens gebruikt.
Eeuwenlang werden kruiwagens van hout gemaakt, waarbij om het houten wiel vaak een metalen band bevestigd zat voor stevigheid en om slijtage en beschadigingen tegen te gaan. Moderne kruiwagens bestaan uit een stalen constructie en een wiel met luchtband of een massieve band van polyurethaan. Ze kunnen voorzien zijn van een gelakte, verzinkte, of kunststoffen bak.
Een lange, platte kruiwagen zonder bak wordt 'ramenwagen' of 'uiverwagen' genoemd.

## Uiverwagen
In 1922 startte Krijn Rodenburg in het Westlandse Honselersdijk de Firma K. Rodenburg. Vanuit de potten- en pannenwinkel van zijn moeder aan de Endeldijk verkocht hij tuindersgereedschap, plaatste hij motoren in tuindersschuiten en legde regenleiding  in kassen aan. Ook ontwikkelde hij een platte wagen of 'ramenwagen' van stalen buis, toen nog met een wiel met massieve band. 
21 november 1934 landde Douglas DC-2 Uiver op Luchthaven Schiphol. Onder het toegestroomde publiek bevonden zich Krijn Rodenburg en zijn broer Cor. Wat hun opviel was het staartwiel met luchtband. Zij spoedden zich naar de firma Rawi in Amsterdam en kochten daar een aantal wielen met luchtband. Op hun bedrijf in Honselersdijk plaatsten ze de wielen onder hun 'ramenwagen'. Spoedig werd het wagentje bekend in Westland (Nederlandse streek) en verre omstreken als de Uiverwagen Rode verf van de firma Jan Boerman uit Honselersdijk completeerde het succesvolle product van de firma, later bekend als Robur Transportwagen- en Transportwerktuigenfabriek. 
In Kwintsheul bevindt zich een klein standbeeldje van een tuinder met een uiverwagen van de kunstenaar Niek Kortekaas.
De broers Rodenburg kwamen op 27 oktober 1952 om het leven bij een Verkeersongeval bij Maasland (Zuid-Holland)

## Figuurlijke betekenissen
- Het woord kruiwagen wordt –gewoonlijk pejoratief– gebruikt voor iemand die helpt om een betrekking of voorrecht te krijgen of te houden.
- Het woord wheelbarrowing (letterlijk: kruien) wordt gebruikt in de luchtvaart en verwijst naar het Engelse woord voor kruiwagen. De term wordt gebruikt voor een vliegtuig dat bij het starten of landen te veel druk op het neuswiel heeft en daardoor gevaarlijk kan zwenken of kantelen.

## Afbeeldingen

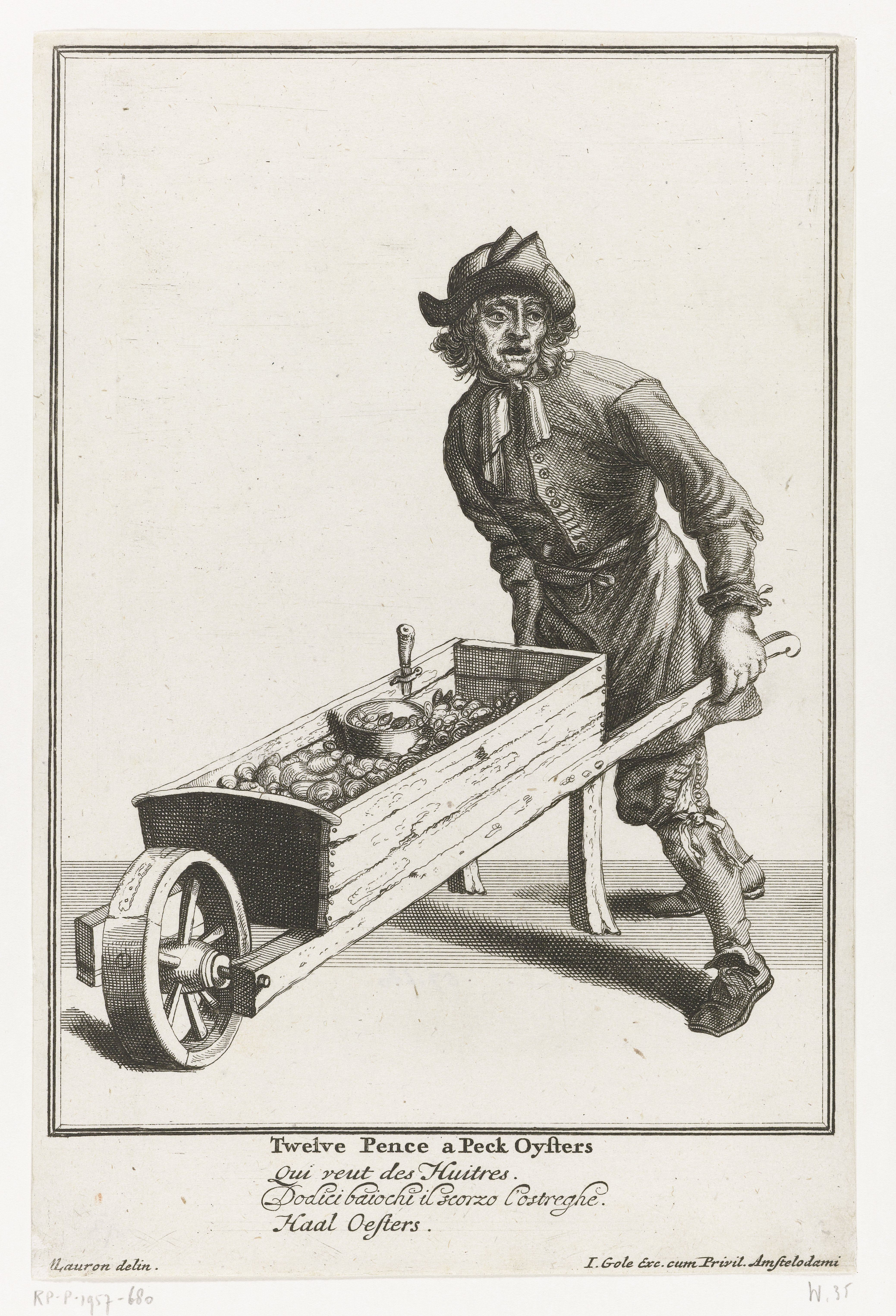
Oesterverkoper
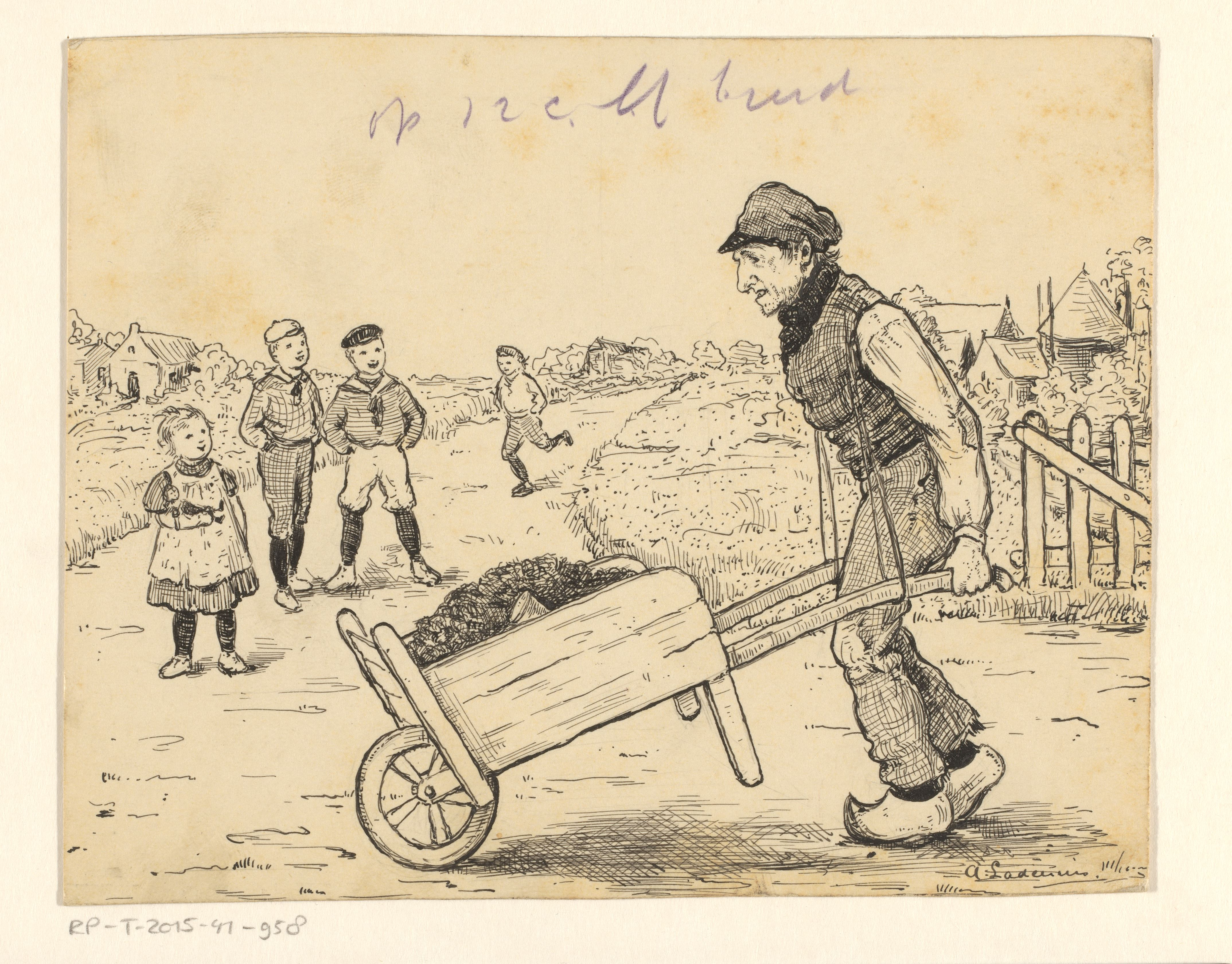
Boer met een kruiwagen
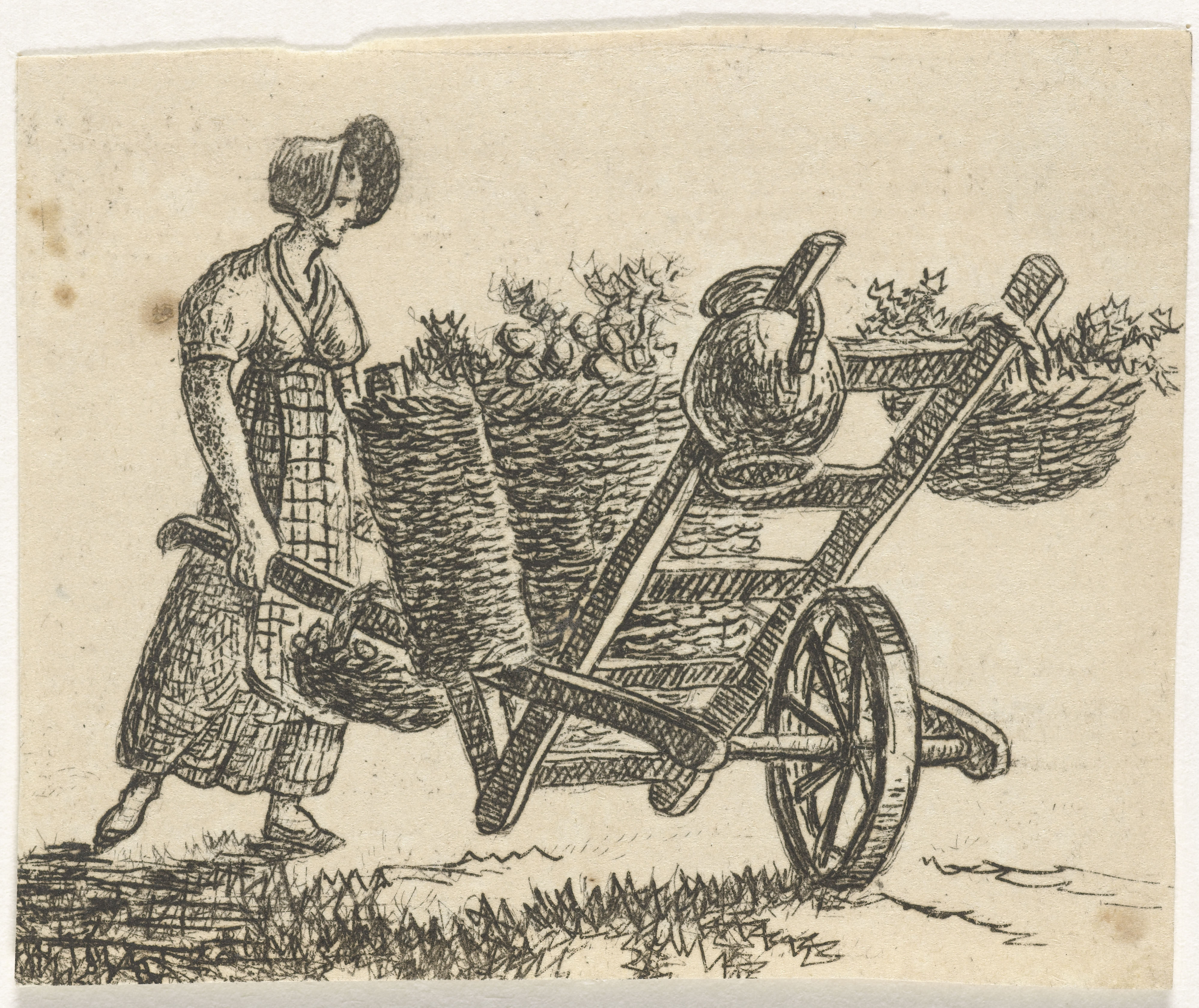
Vrouw met kruiwagen
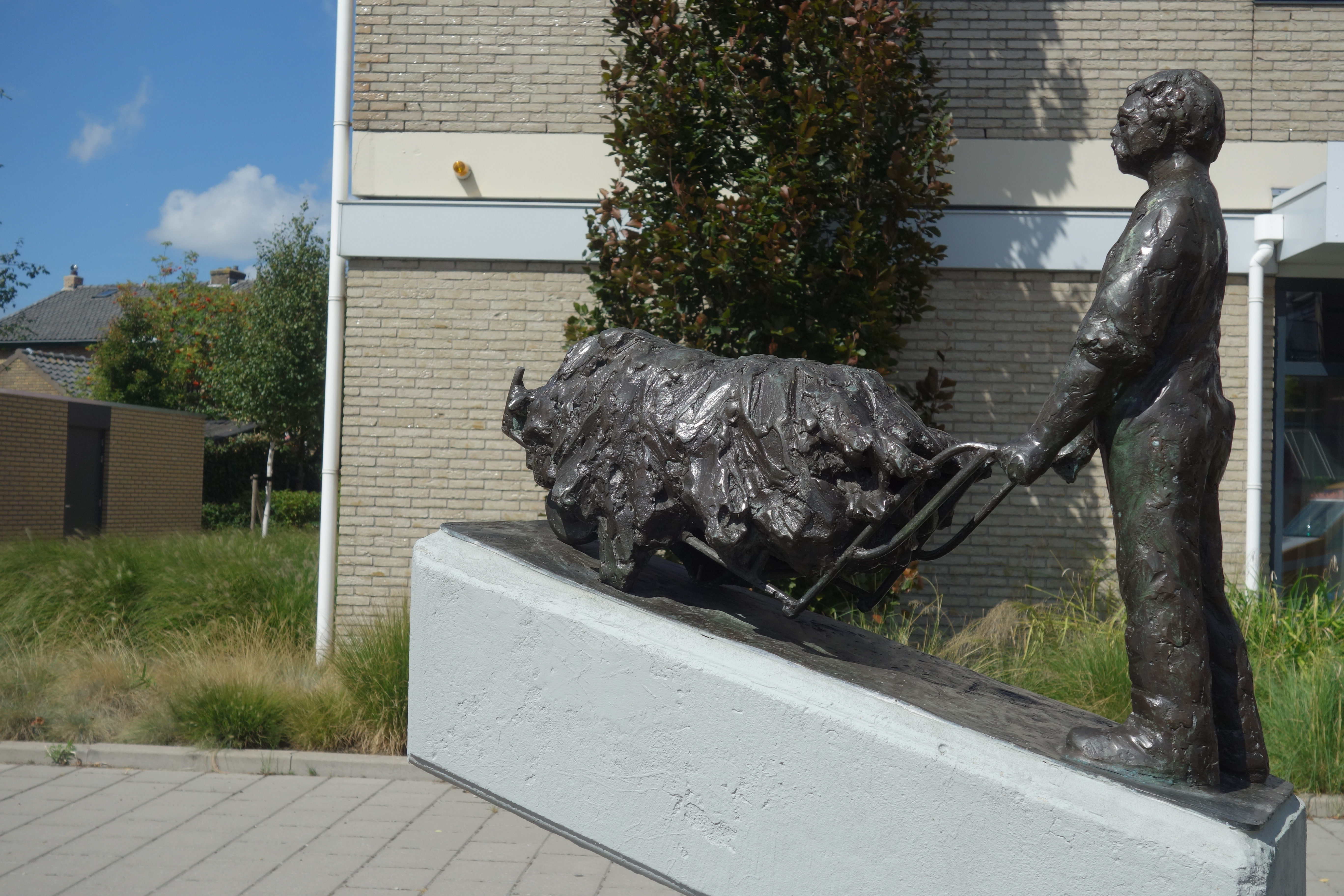
Tuinder met mest op uiverwagen. Beeldje in Kwintsheul